# École tribale impériale

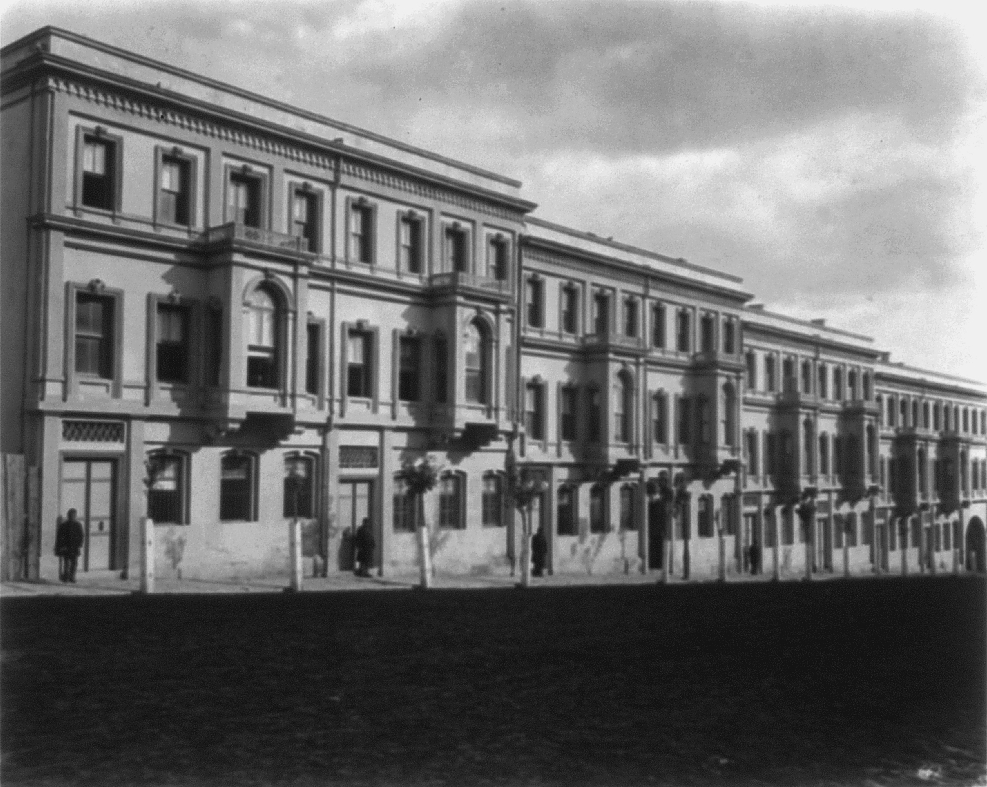
L'École tribale impériale, photographie Abdullah Frères, vers 1892-1893.

L'École tribale impériale (Mekteb-i Aşiret-i Humayun ou Aşiret Mektebi, عشيرت مكتبي, en turc ottoman) est une école fondée en 1892 à Constantinople sous le règne d'Abdülhamid II. Elle était destinée à former les élites des populations tribales arabes, puis kurdes et albanaises de l'Empire ottoman. Elle a fonctionné jusqu'en 1907.

## Histoire

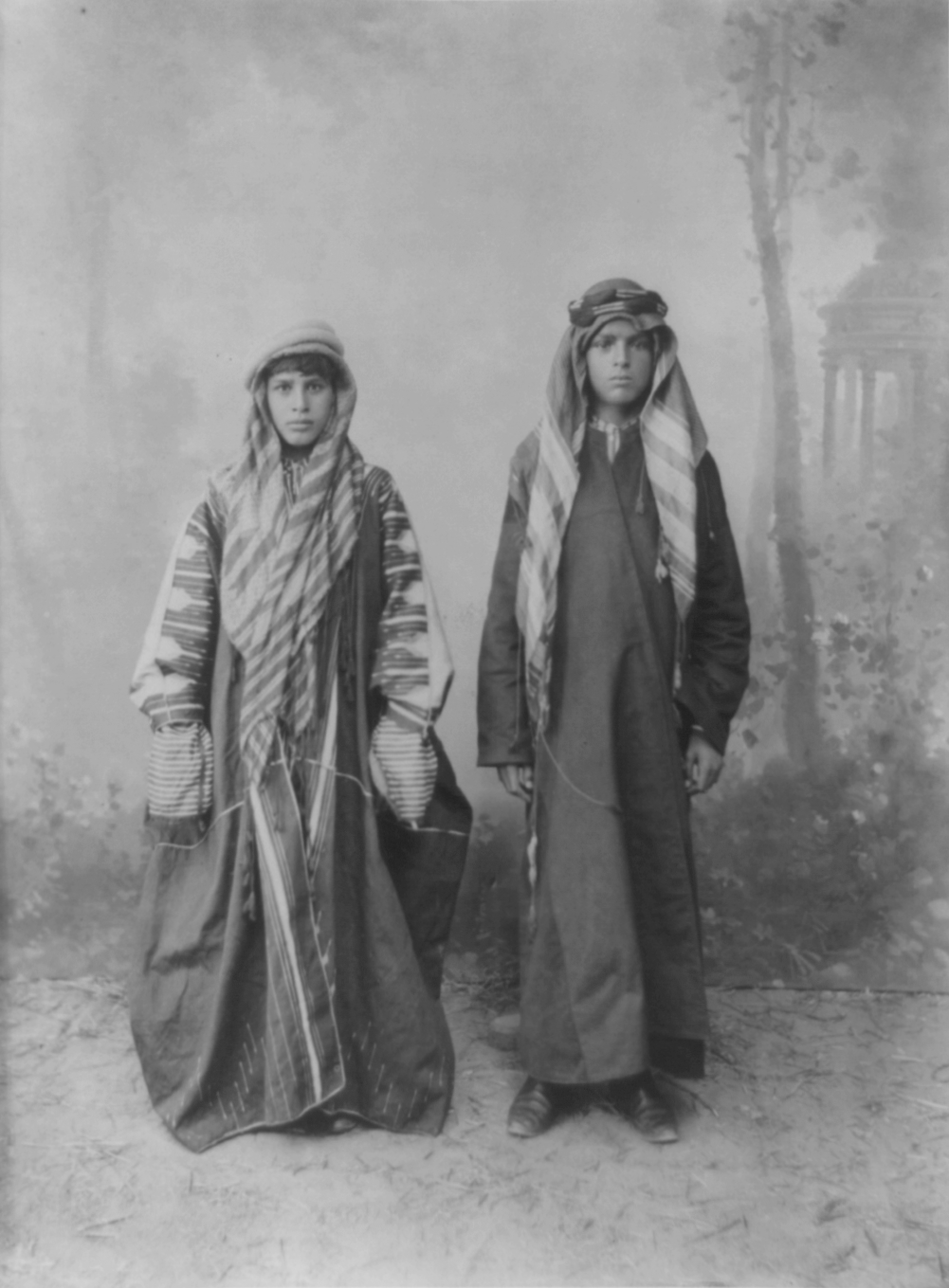
Élèves de l'École tribale impériale, photographie Abdullah Frères, vers 1892-1893.

L'Empire ottoman cherchait à s'assurer la loyauté des tribus nomades, facteur de désordre potentiel. En 1886, 48 élèves originaires des vilayets du Hedjaz, de Tripolitaine et du Yémen sont admis à l'École militaire ottomane (Mekteb-i Erkân-ı Harbiyye-i Şâhâne en turc ottoman, actuelle Académie militaire turque). Dans les années 1890, les contacts se multiplient entre le gouvernement ottoman et les chefs tribaux et ceux-ci demandent à pouvoir envoyer leurs fils étudier à Constantinople. En 1892, le sultan Abdülhamid II décide la création de l'École tribale impériale. L'enseignement est donné dans un ancien palais de la princesse Esma Sultan, dans le quartier de Kabataş, et les élèves logés dans 5 bâtiments du quartier de Beşiktaş. L'école ouvre le 4 octobre 1892, date de la fête musulmane du Mawlid (anniversaire du Prophète). Le projet prévoit l'entrée de 50 élèves la première année, auxquels s'ajouteront 40 autres la deuxième année.
Les 45 premiers diplômés sortent de l'école en 1897. 33 s'orientent vers l'armée ottomane (infanterie ou cavalerie), 12 vers l'administration.
Cette école est destinée aux fils de cheikhs et autres personnalités des tribus arabes pour les préparer à servir l'Empire dans leur région d'origine. Plusieurs des premiers élèves viennent des clans druzes et bédouins du Hauran (Syrie) et deux au moins de la grande famille druze des Al-Atrache. Par la suite, elle s'ouvre aux Kurdes puis, en 1902, admet 20 élèves albanais.
La création de l'école fait suite à celle, en 1890, des régiments de cavalerie tribale (Hamidiés) et procède de la même volonté d'intégrer dans l'Empire les populations périphériques. Les tribus kurdes qui fournissaient des hommes aux Hamidiés réclament le droit d'envoyer leurs fils à l'École tribale, à l'instar des Arabes ; malgré l'avis contraire du ministère de l'éducation, le général Zeki Pacha (en), protecteur des Hamidiés, obtient un décret impérial dans ce sens.
Cependant, la création de collèges dans les provinces vient concurrencer le recrutement de l'École tribale impériale, les familles préférant souvent une école plus proche.
En février 1907, les élèves se mettent en grève contre la mauvaise qualité de la nourriture. Cela entraîne la fermeture de l’école et le renvoi des élèves dans leurs familles.

## Cursus

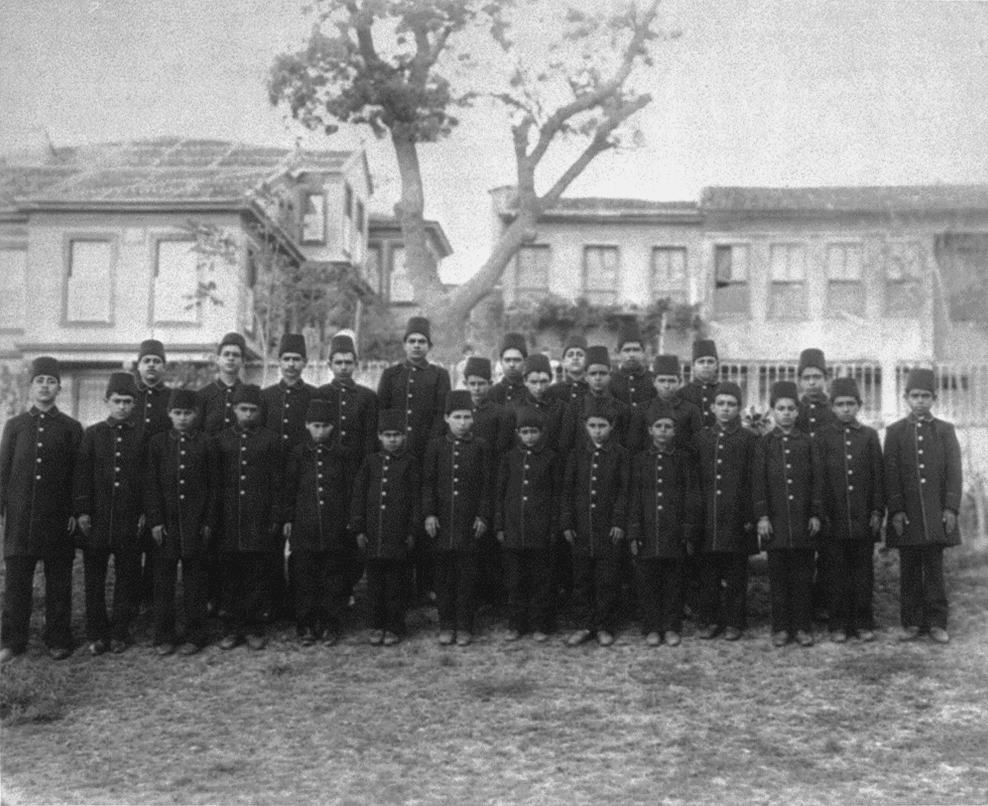
Classe de l'École tribale impériale, photographie Abdullah Frères, vers 1892-1893.

Le cursus complet dure 5 ans. L'enseignement est centré sur les matières religieuses et la langue turque ottomane. Les matières modernes, géographie et français, n'apparaissent qu'à la troisième année, l'histoire islamique et le persan à la quatrième, l'histoire ottomane et la mécanique à la cinquième. Le diplôme prépare aux études de l'École supérieure impériale (Mekteb-i Sultani) et de l'École d'administration civile (Mekteb-i Mulkiye, actuelle Faculté de sciences politiques (Turquie) (en)). Ceux qui se destinent à la carrière militaire sont orientés vers une classe tribale (Aşiret Sınıfı) dépendant de l'École militaire, où ils apprennent la cartographie, la topographie, le droit pénal et la tactique. Ceux qui se destinent à l'administration civile sont orientés vers une classe spéciale où ils apprennent le droit civil et administratif, la philosophie et le persan.

## Bilan
Sur les 88 élèves des trois premières années, 45 arrivent à l'École militaire ou à l'École supérieure d'administration. Beaucoup atteindront par la suite le rang de caïmacan, 2 celui de pacha, et 5 siégeront au Parlement ottoman. Par la suite, certains resteront fidèles à l'Empire ottoman puis à la République de Turquie alors que d'autres rejoindront le nationalisme arabe.
Certains anciens élèves maintiendront des liens durables d'amitié et de solidarité politique à l'époque du mandat français en Syrie.

## Anciens élèves
- Cibranlı Halit Bey
- Hasan Hayri Kanko (tr)
- Mustafa Zeki Saltık (tr)
- Ahmet Ramiz Tan (tr)
- Hasan Sıdık Haydaranlı, plus tard député de Van
- Ramadan al-Shallash d'un clan bédouin de Deir ez-Zor[3]
- Yassin al-Hachimi[4]
- Fawzi al-Qawuqji[4]
- Saïd al-As[4]
- Jafar al-Askari[4]
- Ali al-Atrash[3].